# Francesco Paolo Vicari
Francesco Paolo Vicari (Palermo, 3 maggio 1925 – Roma, 24 luglio 1975) è stato un militare italiano, caduto nell'adempimento del dovere e decorato con la medaglia d'oro al valor civile "alla memoria".

## Biografia
La notte del 17 luglio 1975, il maresciallo maggiore Francesco Paolo Vicari, comandante del Nucleo operativo in seno alla Compagnia Carabinieri di Avellino, fu chiamato a intervenire a Grottolella, comune del proprio territorio, poiché era stata segnalata la presenza di una persona fuori di senno che sparava all'impazzata nell'abitato, mettendo a grave rischio l'incolumità della popolazione. Giunto sul posto riusciva a localizzare l'individuo e, mostrando doti di non comune coraggio e attaccamento al dovere, interveniva subito per metterlo fuori combattimento, cercando di sopraffarlo senza essere visto. Purtroppo, invece, lo squilibrato notò la presenza del Vicari sul quale fece fuoco. Vicari cadde ferito gravemente. Trasportato d'urgenza in ospedale, prima ad Avellino e poi, in elicottero, a Roma, spiró il 24 luglio nonostante due interventi chirurgici. Troppo gravi le ferite riportate a causa dei proiettili esplodenti con cui era caricata l'arma del folle.

## Riconoscimento
Nella ricorrenza del 39º anniversario della morte e in contemporanea con le celebrazioni per il bicentenario di fondazione dell'Arma dei Carabinieri, il Maresciallo Maggiore è stato ricordato con una messa nella Chiesa di Santa Maria dell'Assunta di San Sossio Baronia e la deposizione di una corona di fiori sulla lapide posta all'interno del locale cimitero. Alla cerimonia hanno partecipato i familiari e i vertici della Legione Carabinieri "Campania", il Generale di Brigata Gianfranco Cavallo, comandante della Legione e il Colonnello Giovanni Adinolfi.